# Skalite-Schanzen
Die Skalite-Schanzen in Szczyrk bestehen aus mehreren Skisprungschanzen. Zur Anlage gehören eine Kleinschanze der Kategorie K 40, eine Mittelschanze der Kategorie K 70 und eine Normalschanze der Kategorie K 95. Die Schanzen sind mit Matten belegt. Sie befinden sich an den Hängen des gleichnamigen Berges.

## Geschichte
Das erste Springen fand am 14. Februar 1937 statt. Damals waren Weiten bis zu 40 Meter möglich. Nach dem Ende des Zweiten Weltkriegs wurde die Schanze vor den 24. Polnischen Meisterschaften 1949 umgebaut und ermöglichte Sprünge bis zu 70 Meter. Auf der neuen Schanze fanden ab 1952 wiederholt große Wettkämpfe und polnische Meisterschaften statt. Der erste Rekordhalter der Schanze nach der Modernisierung war 1953 Antoni Wieczorek, der bei 63,5 Metern landete. Kurz danach wurde dieses Ergebnis von Aleksander Kowalski um 4,5 Meter verbessert. Der wichtigste Wettbewerb auf der Skalite war lange Zeit der Beskiden Cup, bei dem Springer aus der ganzen Welt antraten. 
In den 1970er Jahren wurde sie nach den Maßstäben der Olympia-Skisprungschanze am Holmenkollen erneut umgebaut und zur K 85-Schanze erweitert. Der Schanzenrekord lag dann bei 86,5 Metern und wurde von Axel Zitzmann gesprungen.
Für die Junioren-Weltmeisterschaft 2008 wurde die Schanzenanlage zum dritten Mal umgebaut, so dass aus der alten K 85- eine K 95-Schanze wurde. Neben der Normalschanze wurden die Schanzen K 40 und K 70 gebaut. Die Junioren-Weltmeisterschaft 2008 musste jedoch wegen Schneemangels nach Zakopane verlegt werden. Ende 2008 eröffnete man die K 95. Anfang des Jahres 2009 wurde die K 70-Schanze im Rahmen des Europäischen Olympischen Winter-Jugendfestivals eröffnet, gesprungen wurde aber auf der K 95. Am 23. Juli 2010 wurde K 40-Schanze offiziell eröffnet.

## Entwicklung des Schanzenrekords
| Datum                     | Name                      | Weite                                       |
| ------------------------- | ------------------------- | ------------------------------------------- |
| 16. Januar 2024           | Kristoffer Eriksen Sundal | 101,0 m                                     |
| 17. Januar 2024           | Andrea Campregher         | 108,5 m (gestürzt; Wettkampf abgebrochen) U |
| 17. Januar 2024           | Eetu Nousiainen           | 103,5 m (Wettkampf abgebrochen) U           |
| 17. Januar 2024           | Wladimir Sografski        | 103,5 m (Wettkampf abgebrochen) U           |
| U Schanzenrekord ungültig |                           |                                             |

## Internationale Wettbewerbe
Genannt werden alle von der FIS organisierten Sprungwettbewerbe.
| Datum              | Kategorie             | Schanze | 1. Platz                                                    | 2. Platz                                                               | 3. Platz                                                     |
| ------------------ | --------------------- | ------- | ----------------------------------------------------------- | ---------------------------------------------------------------------- | ------------------------------------------------------------ |
| 16. Februar 2008   | FIS-Cup               | HS106   | Łukasz Rutkowski                                            | Tim Babnik                                                             | Piotr Żyła                                                   |
| 17. Februar 2008   | FIS-Cup               | HS106   | Piotr Żyła                                                  | Łukasz Rutkowski                                                       | Grzegorz Miętus                                              |
| 24. Januar 2009    | FIS-Cup               | HS106   | Wettkampf abgesagt                                          | Wettkampf abgesagt                                                     | Wettkampf abgesagt                                           |
| 25. Januar 2009    | FIS-Cup               | HS106   | Wettkampf abgesagt                                          | Wettkampf abgesagt                                                     | Wettkampf abgesagt                                           |
| 17. Februar 2009   | EYOF                  | HS106   | Peter Prevc                                                 | Wladimir Sografski                                                     | Adrian Schuler                                               |
| 19. Februar 2009   | EYOF                  | HS106   | SlowenienLuka Leban Jaka Hvala Rok Justin Peter Prevc       | ÖsterreichThomas Lackner Markus Schiffner Lukas Dilitz Thomas Diethart | SchweizAdrian Schuler Vital Anken Pascal Kälin Pascal Egloff |
| 16. Januar 2010    | FIS-Cup               | HS106   | Klemens Murańka                                             | Grzegorz Miętus                                                        | Jakub Kot                                                    |
| 17. Januar 2010    | FIS-Cup               | HS106   | Klemens Murańka Grzegorz Miętus                             |                                                                        | Stefan Lang                                                  |
| 15. Januar 2011    | FIS-Cup               | HS106   | Žiga Mandl                                                  | Tomáš Zmoray                                                           | Pius Paschke                                                 |
| 16. Januar 2011    | FIS-Cup               | HS106   | Martin Cikl                                                 | Ondřej Vaculík                                                         | Jan Ziobro                                                   |
| 19. Juli 2011      | Continental Cup       | HS106   | Coline Mattel                                               | Sara Takanashi                                                         | Maja Vtič                                                    |
| 20. Juli 2011      | Grand Prix            | HS106   | Thomas Morgenstern                                          | Gregor Schlierenzauer                                                  | Kamil Stoch                                                  |
| 6. August 2011     | FIS-Cup               | HS106   | Witalij Schumbarez                                          | Luka Brnot                                                             | Lukas Wagner                                                 |
| 7. August 2011     | FIS-Cup               | HS106   | Eric Mitchell                                               | Florian Menz                                                           | Lukas Wagner                                                 |
| 28. Januar 2012    | Weltcup               | HS106   | Wettkampf abgesagt, stattdessen Continental Cup in Zakopane | Wettkampf abgesagt, stattdessen Continental Cup in Zakopane            | Wettkampf abgesagt, stattdessen Continental Cup in Zakopane  |
| 28. Januar 2012    | FIS-Cup               | HS106   | Matic Kramaršič                                             | Rok Zima                                                               | Alexei Koroljow                                              |
| 29. Januar 2012    | Weltcup               | HS106   | Wettkampf abgesagt, stattdessen Continental Cup in Zakopane | Wettkampf abgesagt, stattdessen Continental Cup in Zakopane            | Wettkampf abgesagt, stattdessen Continental Cup in Zakopane  |
| 29. Januar 2012    | FIS-Cup               | HS106   | Matic Kramaršič                                             | Miloš Kadlec                                                           | Rok Zima                                                     |
| 27. Juli 2013      | FIS-Cup               | HS106   | David Winkler                                               | Tobias Bogner                                                          | Przemysław Kantyka                                           |
| 28. Juli 2013      | FIS-Cup               | HS106   | Wojciech Gąsienica-Kotelnicki                               | Niklas Wangler                                                         | David Winkler                                                |
| 20. September 2014 | FIS-Cup               | HS106   | Andrzej Zapotoczny                                          | Adam Ruda                                                              | Ernest Prišlič                                               |
| 21. September 2014 | FIS-Cup               | HS106   | Andrzej Stękała                                             | Nicholas Fairall                                                       | Stian Andre Skinnes                                          |
| 29. August 2015    | FIS-Cup               | HS106   | Kinga Rajda                                                 | Arantxa Lancho                                                         | Magdalena Pałasz                                             |
| 29. August 2015    | FIS-Cup               | HS106   | Michael Dreher                                              | Žiga Jelar                                                             | Artur Kukuła                                                 |
| 30. August 2015    | FIS-Cup               | HS106   | Daniela Haralambie                                          | Arantxa Lancho                                                         | Kinga Rajda                                                  |
| 30. August 2015    | FIS-Cup               | HS106   | Michael Dreher                                              | Danny Queck                                                            | Artur Kukuła                                                 |
| 9. Juli 2016       | FIS-Cup               | HS106   | Kinga Rajda                                                 | Henriette Kraus                                                        | Natasha Bodnarchuk                                           |
| 9. Juli 2016       | FIS-Cup               | HS106   | Davide Bresadola                                            | Sebastian Colloredo                                                    | Janni Reisenauer                                             |
| 10. Juli 2016      | FIS-Cup               | HS106   | Kinga Rajda                                                 | Henriette Kraus                                                        | Natasha Bodnarchuk                                           |
| 10. Juli 2016      | FIS-Cup               | HS106   | Davide Bresadola                                            | Krzysztof Miętus                                                       | Janni Reisenauer                                             |
| 18. August 2017    | Beskiden-Tour (COC)   | HS106   | Aleksander Zniszczoł                                        | Klemens Murańka                                                        | Miran Zupančič                                               |
| 14. Juli 2018      | FIS-Cup               | HS106   | Daniela Haralambie                                          | Yūka Setō                                                              | Kinga Rajda                                                  |
| 14. Juli 2018      | FIS-Cup               | HS106   | Maximilian Steiner                                          | Naoki Nakamura                                                         | Justin Nietzel                                               |
| 15. Juli 2018      | FIS-Cup               | HS106   | Daniela Haralambie                                          | Elisabeth Raudaschl                                                    | Kinga Rajda                                                  |
| 15. Juli 2018      | FIS-Cup               | HS106   | Justin Nietzel                                              | Markus Rupitsch                                                        | Thomas Hofer                                                 |
| 17. August 2018    | Beskiden-Tour (COC)   | HS106   | Philipp Aschenwald                                          | Ilmir Chasetdinow                                                      | Lukáš Hlava                                                  |
| 6. Juli 2019       | FIS-Cup               | HS104   | Špela Rogelj                                                | Karolína Indráčková                                                    | Yūka Setō                                                    |
| 6. Juli 2019       | FIS-Cup               | HS104   | Tim Fuchs                                                   | Maximilian Lienher                                                     | Maximilian Steiner                                           |
| 7. Juli 2019       | FIS-Cup               | HS104   | Špela Rogelj                                                | Karolína Indráčková                                                    | Yūka Setō                                                    |
| 7. Juli 2019       | FIS-Cup               | HS104   | Claudio Mörth                                               | Maximilian Steiner                                                     | Maximilian Lienher                                           |
| 8. August 2019     | Continental Cup       | HS104   | Marita Kramer                                               | Claudia Purker                                                         | Kinga Rajda                                                  |
| 9. August 2019     | Continental Cup       | HS104   | Marita Kramer                                               | Misaki Shigeno                                                         | Kinga Rajda                                                  |
| 19. Januar 2021    | FIS Cup               | HS104   | Karolína Indráčková                                         | Nika Vetrih                                                            | Kamila Karpiel                                               |
| 19. Januar 2021    | FIS Cup               | HS104   | Richard Freitag                                             | Mika Schwann                                                           | Jarosław Krzak                                               |
| 20. Januar 2021    | FIS Cup               | HS104   | Nika Vetrih                                                 | Klára Ulrichová                                                        | Jerneja Repinc Zupančič                                      |
| 20. Januar 2021    | FIS Cup               | HS104   | Philipp Raimund                                             | Timon-Pascal Kahofer                                                   | David Siegel                                                 |
| 5. August 2023     | Grand Prix            | HS104   | Nika Križnar                                                | Sara Takanashi                                                         | Alexandria Loutitt                                           |
| 5. August 2023     | Grand Prix            | HS104   | Wladimir Sografski                                          | Aleksander Zniszczoł                                                   | Piotr Żyła                                                   |
| 6. August 2023 1   | Grand Prix            | HS104   | Piotr Żyła                                                  | Wladimir Sografski                                                     | Luca Roth                                                    |
| 6. August 2023 1   | Grand Prix            | HS104   | Nika Križnar                                                | Nika Prevc                                                             | Alexandria Loutitt                                           |
| 17. Januar 2024    | PolSKI-Tour (Weltcup) | HS104   | Wettkampf im 1. Durchgang abgebrochen                       | Wettkampf im 1. Durchgang abgebrochen                                  | Wettkampf im 1. Durchgang abgebrochen                        |